# 느낌이 좋아 (드라마)
《느낌이 좋아》는 2000년 1월 3일부터 2000년 8월 5일까지 방영된 MBC 아침드라마이다.

## 기획 의도
세자매를 중심으로 벌어지는 사랑과 우애를 건강하고 밝게 그리는 드라마.

## 등장 인물
- 윤해영 : 이은수 역
- 박주미 : 이은영 역
- 최강희 : 이미수 역
- 정찬 : 차명구 역
- 조민기 : 강성주 역
- 김자옥 : 최경자 역
- 김용건 : 이대우 역
- 김영옥
- 남능미 : 박 여사 역
- 권귀옥 : 송 여사 역
- 최준용
- 이아현 : 강혜란 역
- 김정균
- 홍학표
- 오욱철
- 김찬우
- 이지형
- 이영호
- 손민우
- 강성민
- 홍은희
- 허성수
- 함신영
- 김철기
- 강용석
- 고정민
- 송재윤